# 蔡智恆
蔡智恆（1969年11月13日—），嘉義縣布袋鎮人，中文寫作者，筆名痞子蔡，本行是水利工程。1998年時在BBS連載《第一次的親密接觸》而成名。國立成功大學水利工程學系、水利工程研究所畢業。曾任成功大學研究員、教授，2016年辭職，專事寫作。

## 生平
蔡智恆於1969年（民國58年）11月13日生於中華民國臺灣省嘉義縣布袋鎮，父母皆世居嘉義，鎮上蔡姓為大姓，隔壁村莊則姓邱，母親即來自隔壁村莊。父親蔡長仁經營雜貨店，皮鞋、成衣都賣，幼時成績甚好，父親期望他從醫，1984年起高中就讀國立臺南第一高級中學並外宿，一個月回家一次，與父親互動鮮少。1987年父親生意失敗而破產，家道中落，大學聯考失利，考上志願表倒數第二的國立成功大學水利及海洋工程學系。
1998年3月22日，他就讀成功大學水研所博士班時開始在BBS上以筆名痞子蔡連載《第一次的親密接觸》，首筆版税即超過一百萬。2000年取得成大水利系博士。2006年與小一歲的成大企管系學妹張惠慈結婚。2007年誠品、聯經舉辦「台灣最愛一百小說大選」，以《檞寄生》、《第一次的親密接觸》入榜，皆在前五名。其後轉任康寧大學任教9年至2016離職，除了寫作，亦計畫從事影視業。

## 作品特色
蔡智恆行文清新、自然，多用第一人稱，著重情緒表達。以「純愛」為主題的網路小說中，類似他這樣清新浪漫的寫作風格仍甚多，影響甚深。是臺灣該世代共同回憶。
蔡智恆的成名作品（同時也是處女作）《第一次的親密接觸》以網路戀情為題，在國立成功大學的BBS連載，內容描述男主角“痞子蔡”和女主角“輕舞飛揚”透過網路聊天認識，進而相戀的故事。該作行文詼諧有趣，寫作方式生活化，題材新穎，廣受歡迎。另有《7-ELEVEN之戀》、《檞寄生》、《暖暖》、《孔雀森林》等作品，多為言情小說。其中《檞寄生》以一男兩女的三角戀情為主軸，與其2005年登報的感情爭議類似。蔡智恆的作品曾涉及兩岸敏感議題，《國語推行員》即以說國語運動為背景。

## 爭議
2005年，同為紅色文化出版所屬的網路鯨豚女作家守谷香（本名不詳；1977年－）向《聯合報》記者表示她和蔡智恆交往四年多，關係親密。是年2月初，自蔡智恆處得知蔡在臺南另有已論及婚嫁的女友（張惠慈），她無法接受。她認為蔡智恆利用其名氣，專挑「比較容易信任他的女孩」，展開「猛烈的追求」。《聯合報》記者訪問蔡智恆時，蔡坦承與守谷香有親密關係，在感情上他「拿捏得不好」，沒有向她講明另有女友；但曾對媒體公開，她應該要知道。

## 外部連結
- jht-痞子蔡的BLOG